# Kolumbia na Letnich Igrzyskach Olimpijskich 1984
Kolumbię na Letnich Igrzyskach Olimpijskich 1984, które odbyły się w Los Angeles reprezentowało 39 zawodników. Zdobyli oni 1 srebrny medal, zajmując 33. miejsce w klasyfikacji medalowej.
Był to jedenasty start reprezentacji Kolumbii na letnich igrzyskach olimpijskich.

## Zdobyte medale
| Medal  | Zawodnik           | Dyscyplina  |
| ------ | ------------------ | ----------- |
| Srebro | Helmut Bellingrodt | Strzelectwo |

## Reprezentanci

### Boks
Mężczyźni – waga papierowa (– 48 kg)
- Francisco Tejedor
  - I runda — Bye
  - II runda — przegrana z Mamoru Kuroiwa (JPN), 1:4

Mężczyźni – waga kogucia (– 54 kg)
- Robinson Pitalua
  - I runda — Bye
  - II runda — wygrana z Hugh Dyer (BEL), RSC-2
  - III runda — wygrana z Babar Ali Khan (PAK), 5:0
  - Ćwierćfinał — przegrana z Maurizio Stecca (ITA), 0:5

### Kolarstwo
Mężczyźni
Jazda indywidualna
- Néstor Mora — 8. miejsce
- Fabio Parra — 21. miejsce
- Carlos Jaramillo — 52. miejsce
- Rogelio Arango — nie ukończył (→ nieklasyfikowany)

Sprint
- Hugo Daya
  - I runda — 9. miejsce
  - I runda repetaż — 6. miejsce
  - I runda repetaż finał — 4. miejsce (→ brak kwalifikacji)

Tor
- William Palacios — 5:01,17 — 23. miejsce
- Balbino Jaramillo — 5:04,27 — 28. miejsce

Jazda punktowana
- Balbino Jaramillo — 12 pkt — 13. miejsce
- William Palacios — 9 pkt — 15. miejsce

### Lekkoatletyka
Mężczyźni 400 m
- Manuel Ramirez-Caicedo
  - Kwalifikacje — 47.17 (→ nie zakwalifikował się)

Mężczyźni 10 000 m
- Domingo Tibaduiza
  - Kwalifikacje — 29:07.19 (→ nie zakwalifikował się)

Mężczyźni – maraton
- Domingo Tibaduiza — nie ukończył (→ niesklasyfikowany)

Mężczyźni 20 km Chód
- Querubín Moreno
  - Finał — 1:26:04 (→ 9. miejsce)
- Héctor Moreno
  - Finał — 1:27:12 (→ 12. miejsce)
- Francisco Vargas
  - Finał — 1:28:46 (→ 18. miejsce)

Mężczyźni 50 km Chód
- Querubín Moreno
  - Finał — DNF (→ niesklasyfikowany)

### Łucznictwo
Mężczyźni indywidualnie:
- Juan Echavarria – 2379 pkt (→ 41. miejsce)

### Pływanie
Mężczyźni – 100m klasycznym
- Pablo Restrepo
  - Kwalifikacje — 1:04.44
  - Finał B — 1:04.79 (→ 12. miejsce)

Mężczyźni – 200m klasycznym
- Pablo Restrepo
  - Kwalifikacje — 2:19.77
  - Finał — 2:18.96 (→ 6. miejsce)

Mężczyźni – 200m stylem zmiennym
- Pablo Restrepo
  - Kwalifikacje — 2:08.12
  - Finał B — 2:08.35 (→ 15. miejsce)

### Strzelectwo
- Helmut Bellingrodt
  - Finał — 584 pkt (→ 2. miejsce)  Srebro